# Alfredo Chávez Amparán
Alfredo Chávez Amparán (Hidalgo del Parral, Chihuahua; 14 de julio de 1891 — Chihuahua, Chihuahua; 16 de junio de 1972) fue un político mexicano miembro del Partido Revolucionario Institucional, que fue gobernador del estado de Chihuahua de 1940 a 1944.

## Biografía
Chávez nació en Hidalgo del Parral el 14 de julio de 1891, siendo hijo del prominente ranchero local Manuel Chávez Valdez y de María Dolores Amparán Reyes. Realizó sus estudios básicos en Parral durante el porfiriato, para posteriormente trasladarse a Ciudad Juárez en donde realizó estudios en agronomía durante dos años, los cuales no finalizó.
Durante la década de los años 20 fue Inspector General de Policía en la ciudad de Chihuahua. Posteriormente fue recaudador de rentas en el Municipio de Hidalgo del Parral y en 1936 fue elegido diputado local a la XXXVII Legislatura del Congreso de Chihuahua por el Distrito 6 con cabecera en Jiménez, para el periodo comprendido entre el 1 de septiembre de 1936 y el 31 de agosto de 1938. Durante su cargo como diputado ocupó en dos ocasiones la gubernatura del estado de forma interina debido a licencias del gobernador Gustavo L. Talamantes.
En 1938, al finalizar su cargo como diputado local, el gobernador Talamantes lo nombró jefe de la policía del estado, cargo en el que duraría hasta principios de 1940, cuando buscó ser candidato del Partido de la Revolución Mexicana a la gubernatura del estado, pretensión que era apoyada por el gobernador Talamantes. Finalmente, el candidato del oficialismo fue Fernando Foglio Miramontes, motivo por el cual Chávez se separó del PRM, fundando junto con otros miembros del PRM el Partido Revolucionario Independiente de Chihuahua el cual lo postularía para la elección a gobernador de ese año, en la cual resultó vencedor sobre el candidato del PRM.
En medio del conflicto electoral que se daba a nivel nacional debido al presunto fraude electoral que aducían los simpatizantes de Juan Andrew Almazán, el gobierno había hecho en favor de Manuel Ávila Camacho, el 19 de julio el Congreso del Estado declaró gobernador electo a Chávez, declaración que posteriormente sería desestimada el 31 de julio por el Congreso de la Unión.
Finalmente, y luego de una serie de negociaciones entre los grupos enfrentados en Chihuahua, se reconoció el triunfo de Chávez, siendo decretado por el Congreso del Estado el 21 de septiembre, permitiéndole a Chávez tomar protesta a su cargo el 4 de octubre de 1940, en el cual dudaría hasta el 3 de octubre de 1944.
Posteriormente, en las elecciones de 1946 Chávez fue elegido senador por Chihuahua en fórmula con Antonio J. Bermúdez para el periodo comprendido entre el 1 de septiembre de 1946 y el 31 de agosto de 1952. En el Senado formó parte de la Gran Comisión.
Durante los últimos años de su vida, Chávez se dedicó a la ganadería, falleciendo el 16 de junio de 1972 en la ciudad de Chihuahua.